# Thrust (videogioco)
Thrust è un videogioco sparatutto bidimensionale del 1986, in cui il giocatore manovra un'astronave ruotandola e spingendola in diversi ambienti soggetti alla gravità. Venne originariamente sviluppato da Jeremy Smith (coautore di Exile) per BBC Micro e convertito per molti altri home computer. Fu pubblicato per BBC Micro e Acorn Electron dalla Superior Software e per Commodore 64, ZX Spectrum, Atari 8-bit, Commodore 16, Amstrad CPC e Atari ST dalla linea a basso costo della Firebird Software.
È ispirato al videogioco arcade Gravitar.
Nel 1987 uscì un seguito, Thrust II, ma solo per Amstrad, C64 e Spectrum.
Negli anni uscirono molti giochi concettualmente simili, a volte definiti proprio varianti di Thrust.
Sono state prodotte retro-conversioni homebrew di Thrust per le console Atari 2600 (2000) e Vectrex (2004). Esistono rifacimenti fedeli per i computer Windows, Linux, SunOS, Solaris, OpenBSD, Amiga.

## Modalità di gioco
Il gioco si svolge sulla superficie e nelle caverne di pianeti inospitali. Gli scenari sono bidimensionali e mostrati di lato, con scorrimento multidirezionale.
La grafica è semplice, con sfondo nero, profili del terreno geometrici e l'astronave del giocatore rappresentata da una sagoma vuota (come sullo schermo vettoriale di Gravitar). Tale grafica è mantenuta praticamente la stessa in tutte le conversioni, inclusa quella per Atari ST che è l'unica a 16 bit, mentre su Electron è ulteriormente semplificata in quanto monocromatica.
Il giocatore pilota l'astronave con controlli di rotazione a 360° e di propulsione (thrust in inglese) in avanti, alla maniera di Asteroids. Il mezzo è soggetto a gravità e inerzia e si distrugge all'istante se urta la roccia, oltre che se colpito dal fuoco nemico, perdendo una vita. Si ha a disposizione una quantità limitata di carburante, esaurito il quale l'astronave non ha più spinta e c'è il game over, indipendentemente dal numero di vite rimaste. Si possono sparare proiettili, non soggetti alla gravità, con un cannone frontale. 
Un altro tasto permette di generare uno scudo protettivo temporaneo che ferma i proiettili nemici, ma consuma molto carburante. Lo stesso tasto, quando ci si trova vicino a un oggetto utile sulla superficie, attiva un raggio traente a puntamento automatico che può prelevare l'oggetto.
L'obiettivo primario del gioco è rubare delle capsule di Klystron, che appaiono come sfere poggiate su un piedistallo, da una serie di pianeti, una per ciascuno.
Ogni pianeta è difeso da postazioni di artiglieria immobili dette Limpet ("patella"), per il loro stare aggrappate alla roccia, anche su pareti e soffitti.
Sul terreno piano ci sono depositi di carburante da raccogliere con il raggio traente per ricaricare la propria riserva.
Quando si cattura il Klystron con il raggio traente si crea una breve linea di collegamento rigida tra l'astronave e la sfera, che viene così trainata e dev'essere portata fino ad alta quota per fuggire e completare il livello. Il Klystron è pesante e l'astronave risente anche della sua inerzia; i due corpi possono anche ruotare uno attorno all'altro.
È sempre presente inoltre una piccola centrale nucleare, che rappresenta un obiettivo secondario opzionale: colpendola si disabilitano temporaneamente i Limpet, e colpendola molte volte si innesca la sua distruzione. A quel punto si hanno 10 secondi, poi l'intero pianeta viene distrutto; se si riesce a fuggire in tempo con il Klystron si riceve un bonus di punteggio più grosso, altrimenti si perde una vita e si passa al pianeta successivo senza alcun bonus.
Ci sono in tutto sei scenari, il primo solo in superficie e gli altri con una caverna di forma sempre più intricata, con il Klystron in fondo. Superati i primi sei livelli si ricomincia il ciclo a difficoltà maggiore. Prima viene introdotta la gravità invertita, poi il paesaggio invisibile, che diventa visibile solo temporaneamente quando si attiva lo scudo.

## Accoglienza
Thrust ricevette diverse recensioni molto buone dalla critica, specialmente nelle versioni Commodore 64 e Commodore 16, per l'elevata giocabilità nonostante la semplicità estetica. Fu uno dei videogiochi a basso costo per Commodore 64 più venduti nel 1986.